# Marco Mondini

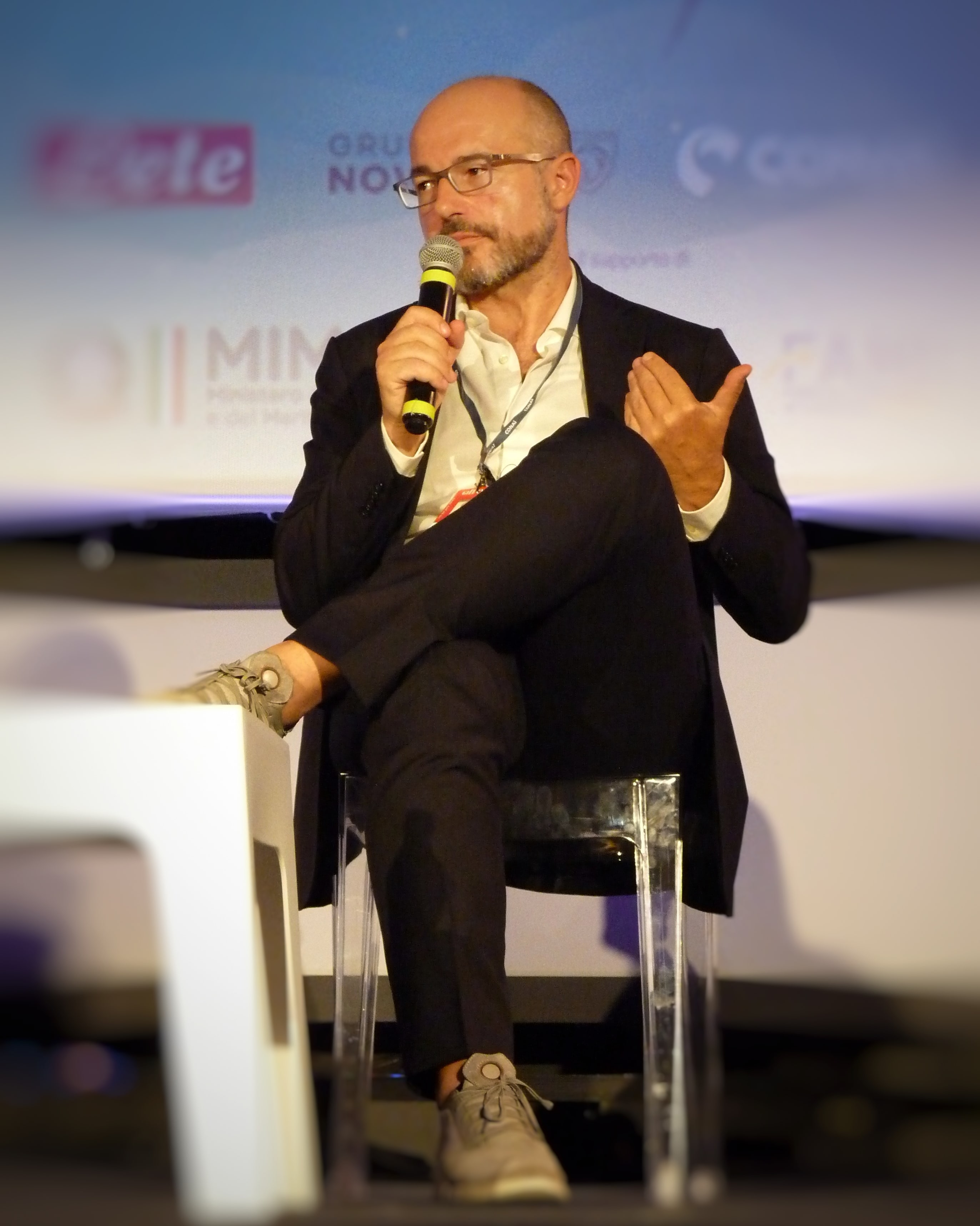
Marco Mondini al Giffoni Film Festival 2024

Marco Mondini (Bassano del Grappa, 1974) è un conduttore televisivo e storico italiano.

## Biografia
Si è laureato all'Università di Pisa in storia militare nel marzo 1998, e nel novembre dello stesso anno si è diplomato alla Scuola Normale Superiore in discipline storiche. Ha conseguito il perfezionamento (dottorato) in storia contemporanea presso la Scuola Normale Superiore nel 2003. Tra 1999 e 2000 ha prestato servizio nell'Esercito Italiano come ufficiale di complemento, prima alla Brigata "Tridentina" e poi, come ufficiale incaricato della pubblica informazione, presso il Comando Truppe Alpine. 
Dal 2003 al 2005 è stato borsista di post-doc all'Università di Padova. Nel 2006 è stato borsista della Fondazione Luigi Einaudi di Torino. Dal 2006 al 2010 assegnista di ricerca in Storia contemporanea alla Scuola Normale Superiore. Dal 2011 al 2017 è stato ricercatore all'Istituto storico italo Germanico-FBK di Trento, dove ha diretto il gruppo di ricerca "1914-1918" (FBK - Università di Trento), e dove dal 2017 è affiliated fellow. Negli stessi anni è stato anche visiting fellow all'ENS di Parigi, all'università di Lille "Charles De Gaulle", all'università di Paris 7 "Diderot", all'Oberlin College (USA) e allo US Army War College di Carlisle (Pennsylvania, USA) ed è stato nominato chercheur associé al CNRS e all'Università di Paris-Sorbonne.  Dal 2017 è diventato prima ricercatore e poi professore associato presso il Dipartimento di Scienze Politiche, Giuridiche e Studi Internazionali dell'Università di Padova, dove insegna History of conflicts e Storia contemporanea e dove, dal 2023, è Delegato alla comunicazione e alla terza missione . Dal 2019 è membro del Comité directeur del Centre International de Recherche dell'Historial de la Grande Guerre di Péronne. 
Durante il Centenario della Grande Guerra, ha fatto parte come consulente della Struttura di missione anniversari nazionali presso la Presidenza del Consiglio dei Ministri. Collabora con Il Corriere della Sera, con Il Foglio e con Rai Storia, per la quale ha scritto e condotto diversi documentari e le trasmissioni "Archivi. Miniere di Storia" (2018-2019) e dal 2020 al 2024, quando il rapporto tra i due si è interrotto, insieme a Michela Ponzani, "Storie Contemporanee". Dalla sua prima stagione, è ripetutamente ospite della trasmissione Passato e Presente condotto da Paolo Mieli (Rai 3 - Rai Storia) Nella stagione 2023/2024 e 2024/2025 ha collaborato con Aldo Cazzullo per alcune puntate della trasmissione Una giornata particolare (La7). Nel 2023 ha partecipato al documentario "La caduta", condotto da Ezio Mauro per La7, sul 25 luglio 1943. Nel 2024 è consulente e tra le voci narranti del documentario "I survived the Holocaust" diretto da Sanela Prašović Gadžo, presentato al Sarajevo Film Festival e allo Stockolm Film Festival.
Gli sono stati attribuiti diversi riconoscimenti tra cui il premio nazionale "Friuli Storia" (2017) per la biografia di Luigi Cadorna Il Capo, e il premio "Acqui Storia. Storico in TV" (2022) per il documentario L'ultimo eroe. Viaggio nell'Italia del Milite Ignoto (RAI Storia), scritto e condotto insieme a Nicola Maranesi e Fabrizio Marini.

## Opere
- Veneto in armi. Tra mito della nazione e piccola patria 1866-1918, Collana Le guerre, Gorizia, LEG, 2002, ISBN 978-88-869-2853-3.
- Armi e potere. Militari e politica nel primo Dopoguerra, Quaderni della Fondazione Luigi Salvator, Roma, Aracne, 2006, ISBN 978-88-548-0745-7.
- La politica delle armi. Il ruolo dell'esercito italiano nell'avvento del fascismo, Collana Quadrante, Roma-Bari, Laterza, 2006, ISBN 978-88-420-7804-3.
- Dalla guerra alla pace. Retoriche e pratiche della smobilitazione nell'Italia del Novecento, con Guri Schwarz, Collana Nord-Est. Nuova serie, Verona, Cierre, 2008, ISBN 978-88-831-4439-4.
- Alpini. Parole e immagini di un mito guerriero, Collana Percorsi, Roma-Bari, Laterza, 2008, ISBN 978-88-420-8652-9.
- Venezia, Treviso e Padova nella grande guerra, con Lisa Bregantin e Livio Fantina, Collana 900 Veneto. La Grande Guerra, Istresco, 2008, ISBN 978-88-888-8039-6.
- Fiume! Scene, volti, parole di una rivoluzione immaginata 1919-1920, con Alessio Quercioli e Fabrizio Rasera, Museo Storico Italiano della Guerra, 2010, ISBN 978-88-322-6612-2.
- Generazioni intellettuali. Storia sociale degli allievi della Scuola Normale Superiore di Pisa nel Novecento (1918-1946), Edizioni della Normale, Pisa, 2011, ISBN 978-88-764-2405-2.
- La guerra italiana. Partire, raccontare, tornare 1914-1918, Collana Biblioteca storica, Bologna, Il Mulino, 2014, ISBN 978-88-152-51633.
- De Gasperi e la Prima guerra mondiale, con Maurizio Cau, FBK Press, 2015, ISBN 978-88-989-8923-2.
- Andare per i luoghi della grande guerra, Collana Ritrovare l'Italia, Bologna, Il Mulino, 2015, ISBN 978-88-152-5794-9.
- Il capo. La Grande Guerra del generale Luigi Cadorna, Biblioteca Storica, Bologna, Il Mulino, 2017, ISBN 978-88-152-7284-3. [Audiolibro letto da Ezio Bianchi, Feltre, Centro Internazionale del Libro Parlato, 2017], traduzione in tedesco: Der Feldherr. Luigi Cadorna im Grossen Krieg 1915-1918, Berlino / Boston, De Gruyter 2022 ISBN 978-3-11-069342-3
- Fiume 1919. Una guerra civile italiana, Collana Aculei, Roma, Salerno Editrice, 2019, ISBN 978-88-697-3364-2. - Collana Itinerari nella storia n.24, Milano, RCS MediaGroup, 2024.
- Tutti giovani sui vent'anni. Una storia di alpini dal 1872 a oggi, Collezione Le Scie. Nuova serie, Milano, Mondadori, 2019, ISBN 978-88-047-1224-4.
- Roma 1922. Il fascismo e la guerra mai finita, Biblioteca storica, Bologna, Il Mulino, 2022, ISBN 978-88-152-9927-7.
- Il ritorno della guerra, Collana Biblioteca storica, Bologna, Il Mulino, 2024, ISBN 978-88-153-8810-0.

### Curatele
- Armi e politica. Esercito e società nell'Europa contemporanea, con J.F. Chanet, D. Ceschin, H. Kuprian, C. Jahr, A. Argenio, numero monografico di "Memoria e Ricerca", 2008, 28.
- Narrating War. Early Modern and Contemporary Perspectives, con M. Rospocher, Duncker&Humblot - Il Mulino, Berlino-Bologna, 2013.
- La guerra come Apocalisse. Interpretazioni, disvelamenti, paure, Quaderni dell'Istituto storico italo-germanico in Trento, Bologna, Il Mulino, 2017, ISBN 978-88-15-26768-9.
- J. Winter, Il giorno in cui finì la Grande Guerra, edizione italiana a cura di M. Mondini, Bologna, Il Mulino 2023, ISBN 978-88-15-38622-9